# دیوید فریرو
دیوید فِریرو (انگلیسی: David Ferriero؛ زادهٔ ۳۱ دسامبر ۱۹۴۵) یک سیاست‌مدار و دهمین بایگان اهل ایالات متحده آمریکا است.